# 허우한팅
허우한팅(중국어 정체자: 侯漢廷, 병음: Hóu Hàntíng, 한자음: 후한정, 1988년 10월 30일 ~ )은 타이완의 정치인, 제13, 14대 타이베이시의원, 신당 부비서장으로, 자는 사오화(紹華)이고 호은 위안산(遠山)이다.